# Linje C (Buenos Aires tunnelbana)

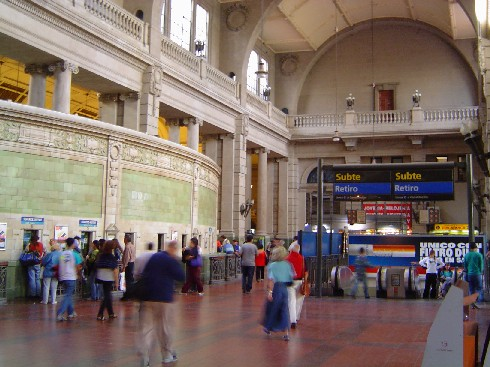
En av nedgångarna till tunnelbanestationen Retiro

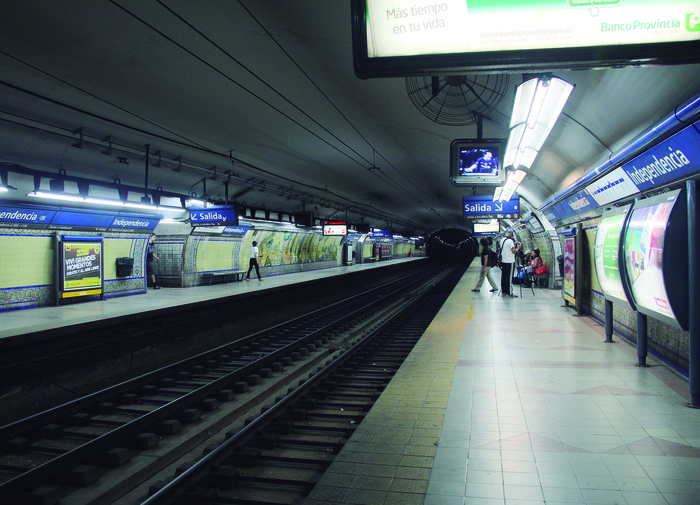
Independencia

Linje C, på spanska Línea C, är en av Buenos Aires tunnelbanelinjer. Den öppnade för trafik den 9 november 1934 och är 4,3 km lång. Linje C förbinder Retiro med Constitución.
Stationer:
- Retiro (Retiro (E))
- General San Martín
- Lavalle
- Diagonal Norte (Carlos Pellegrini (B), 9 de Julio  (D))
- Avenida de Mayo (Lima (A))
- Moreno
- Independencia (Independencia (E))
- San Luis
- Constitución